# Grand Prix Rakouska 2015
Grand Prix Rakouska 2015 (oficiálně Formula 1 Großer Preis von Österreich 2015) se jela na okruhu Red Bull Ring ve Spielbergu v Rakousku dne 21. června 2015. Závod byl osmým v pořadí v sezóně 2015 šampionátu Formule 1.

## Kvalifikace
| Poř.                       | No. | Jezdec           | Konstruktér             | Časy v kvalifikaci | Časy v kvalifikaci | Časy v kvalifikaci | Pořadí na startu |
| Poř.                       | No. | Jezdec           | Konstruktér             | Q1                 | Q2                 | Q3                 | Pořadí na startu |
| -------------------------- | --- | ---------------- | ----------------------- | ------------------ | ------------------ | ------------------ | ---------------- |
| 1                          | 44  | Lewis Hamilton   | Mercedes                | 1:12.218           | 1:09.062           | 1:08.455           | 1                |
| 2                          | 6   | Nico Rosberg     | Mercedes                | 1:10.976           | 1:08.634           | 1:08.655           | 2                |
| 3                          | 5   | Sebastian Vettel | Ferrari                 | 1:11.184           | 1:09.392           | 1:08.810           | 3                |
| 4                          | 19  | Felipe Massa     | Williams-Mercedes       | 1:11.830           | 1:09.719           | 1:09.192           | 4                |
| 5                          | 27  | Nico Hülkenberg  | Force India-Mercedes    | 1:11.319           | 1:09.604           | 1:09.278           | 5                |
| 6                          | 77  | Valtteri Bottas  | Williams-Mercedes       | 1:11.894           | 1:09.598           | 1:09.319           | 6                |
| 7                          | 33  | Max Verstappen   | Toro Rosso-Renault      | 1:11.307           | 1:09.631           | 1:09.612           | 7                |
| 8                          | 26  | Daniil Kvjat     | Red Bull Racing-Renault | 1:12.092           | 1:10.187           | 1:09.694           | 15               |
| 9                          | 12  | Felipe Nasr      | Sauber-Ferrari          | 1:12.001           | 1:09.652           | 1:09.713           | 8                |
| 10                         | 8   | Romain Grosjean  | Lotus-Mercedes          | 1:11.821           | 1:09.920           | Bez času           | 9                |
| 11                         | 13  | Pastor Maldonado | Lotus-Mercedes          | 1:11.661           | 1:10.374           |                    | 10               |
| 12                         | 9   | Marcus Ericsson  | Sauber-Ferrari          | 1:12.388           | 1:10.426           |                    | 11               |
| 13                         | 55  | Carlos Sainz Jr. | Toro Rosso-Renault      | 1:11.158           | 1:10.465           |                    | 12               |
| 14                         | 3   | Daniel Ricciardo | Red Bull Racing-Renault | 1:11.973           | 1:10.482           |                    | 18               |
| 15                         | 14  | Fernando Alonso  | McLaren-Honda           | 1:12.508           | 1:10.736           |                    | 19               |
| 16                         | 11  | Sergio Pérez     | Force India-Mercedes    | 1:12.522           |                    |                    | 13               |
| 17                         | 22  | Jenson Button    | McLaren-Honda           | 1:12.632           |                    |                    | 20               |
| 18                         | 7   | Kimi Räikkönen   | Ferrari                 | 1:12.867           |                    |                    | 14               |
| 19                         | 98  | Roberto Merhi    | MRT-Ferrari             | 1:14.071           |                    |                    | 16               |
| 20                         | 28  | Will Stevens     | MRT-Ferrari             | 1:15.368           |                    |                    | 17               |
| 107% času vítěze: 1:15.944 |     |                  |                         |                    |                    |                    |                  |
| Zdroj:                     |     |                  |                         |                    |                    |                    |                  |

Poznámky
1. ↑  Daniil Kvjat obdržel trest posunu o 10 míst vzad za překročení počtu povolených pohonných jednotek.
2. ↑  Daniel Ricciardo obdržel trest posunu o 10 míst vzad za překročení počtu povolených pohonných jednotek.
3. ↑  Fernando Alonso obdržel trest posunu o 15 míst vzad - 10 míst za překročení počtu povolených pohonných jednotek a 5 míst za neplánovanou výměnu převodovky.
4. ↑  Fernando Alonso obdržel trest posunu o 15 míst vzad za překročení počtu povolených pohonných jednotek.

## Závod
| Poř.   | No. | Jezdec           | Konstruktér             | Počet kol | Čas/Odstoupení | Pořadí na startu | Body |
| ------ | --- | ---------------- | ----------------------- | --------- | -------------- | ---------------- | ---- |
| 1      | 6   | Nico Rosberg     | Mercedes                | 71        | 1:30:16.930    | 2                | 25   |
| 2      | 44  | Lewis Hamilton   | Mercedes                | 71        | +8.800         | 1                | 18   |
| 3      | 19  | Felipe Massa     | Williams-Mercedes       | 71        | +17.573        | 4                | 15   |
| 4      | 5   | Sebastian Vettel | Ferrari                 | 71        | +18.181        | 3                | 12   |
| 5      | 77  | Valtteri Bottas  | Williams-Mercedes       | 71        | +53.604        | 6                | 10   |
| 6      | 27  | Nico Hülkenberg  | Force India-Mercedes    | 71        | +1:04.075      | 5                | 8    |
| 7      | 13  | Pastor Maldonado | Lotus-Mercedes          | 70        | +1 kolo        | 10               | 6    |
| 8      | 33  | Max Verstappen   | Toro Rosso-Renault      | 70        | +1 kolo        | 7                | 4    |
| 9      | 11  | Sergio Pérez     | Force India-Mercedes    | 70        | +1 kolo        | 13               | 2    |
| 10     | 3   | Daniel Ricciardo | Red Bull Racing-Renault | 70        | +1 kolo        | 18               | 1    |
| 11     | 12  | Felipe Nasr      | Sauber-Ferrari          | 70        | +1 kolo        | 8                |      |
| 12     | 26  | Daniil Kvjat     | Red Bull Racing-Renault | 70        | +1 kolo        | 15               |      |
| 13     | 9   | Marcus Ericsson  | Sauber-Ferrari          | 69        | +2 kola        | 11               |      |
| 14     | 98  | Roberto Merhi    | MRT-Ferrari             | 68        | +3 kola        | 16               |      |
| Ret    | 8   | Romain Grosjean  | Lotus-Mercedes          | 35        | Převodovka     | 9                |      |
| Ret    | 55  | Carlos Sainz Jr. | Toro Rosso-Renault      | 35        | Elektronika    | 12               |      |
| Ret    | 22  | Jenson Button    | McLaren-Honda           | 7         | Elektronika    | 20               |      |
| Ret    | 28  | Will Stevens     | MRT-Ferrari             | 1         | Únik oleje     | 17               |      |
| Ret    | 7   | Kimi Räikkönen   | Ferrari                 | 0         | Kolize         | 14               |      |
| Ret    | 14  | Fernando Alonso  | McLaren-Honda           | 0         | Kolize         | 19               |      |
| Zdroj: |     |                  |                         |           |                |                  |      |

Poznámky
1. ↑  Lewis Hamilton obdržel penalizaci 5 sekund za přejetí čáry při vyjíždění z boxové uličky.
2. ↑  Carlos Sainz Jr. obdržel penalizaci 5 sekund za překročení rychlosti v boxové uličce.

## Průběžné pořadí po závodě
Pohár jezdců
|  | Pořadí | Jezdec           | Body |
|  | ------ | ---------------- | ---- |
|  | 1      | Lewis Hamilton   | 169  |
|  | 2      | Nico Rosberg     | 159  |
|  | 3      | Sebastian Vettel | 120  |
|  | 4      | Kimi Räikkönen   | 72   |
|  | 5      | Valtteri Bottas  | 67   |

Pohár konstruktérů
|   | Pořadí | Konstruktér             | Body |
| - | ------ | ----------------------- | ---- |
|   | 1      | Mercedes                | 328  |
|   | 2      | Ferrari                 | 192  |
|   | 3      | Williams-Mercedes       | 129  |
|   | 4      | Red Bull Racing-Renault | 55   |
| 1 | 5      | Force India-Mercedes    | 31   |